# Motettu de tristura
Motettu de tristura est un chant  traditionnel sarde, composé par un auteur anonyme et réécrit par Luciano Berio pour voix de mezzo-soprano, flûte, clarinette, harpe, percussions, alto et violoncelle. La pièce a été portée à l'attention internationale après que Luciano Berio l'ait incluse dans la collection Folk Songs de 1964, où l'interprète était sa femme Cathy Berberian.

## L'histoire et le texte
La musique et les paroles de la pièce, connue sous le nom de Tristu passirillanti, ont été recueillies par le compositeur Berio à Guasila. Le texte en sarde campidanais est composé de deux strophes de cinq heptasyllabe chacune. C'est le chant désespéré d'une femme qui, accablée de chagrin pour la perte de son amant, peut-être parce qu'il est mort, se transforme en rossignol, et lui demande pourquoi il lui a conseillé de pleurer pour son amant. Elle est probablement convaincue que c'est complètement inutile ; en fait, dans les vers suivants, elle lui demande de lui chanter cette chanson après sa mort.[réf. souhaitée]

## Enregistrements
- Osvaldo Golijov sur le CD Ayre, avec Dawn Upshaw & The Andalucian Dogs, Deutsche Grammophon GmbH, Hamburg, 2005[2].